# ماثيو نيميتز
ماثيو نيميتز (بالإنجليزية: Matthew Nimetz) (و. 1939 – م) هو دبلوماسي أمريكي وعضو في الحزب الديمقراطي الأمريكي.

## التعليم
تعلم في كلية هارفارد للحقوق.

## مناصب وهيئات
أدار الأمم المتحدة.